# Newnham (Kent)
Pour les articles homonymes, voir Newnham.
Newnham est une paroisse civile et un village du Kent, en Angleterre.